# Bahnhof Altenbeken

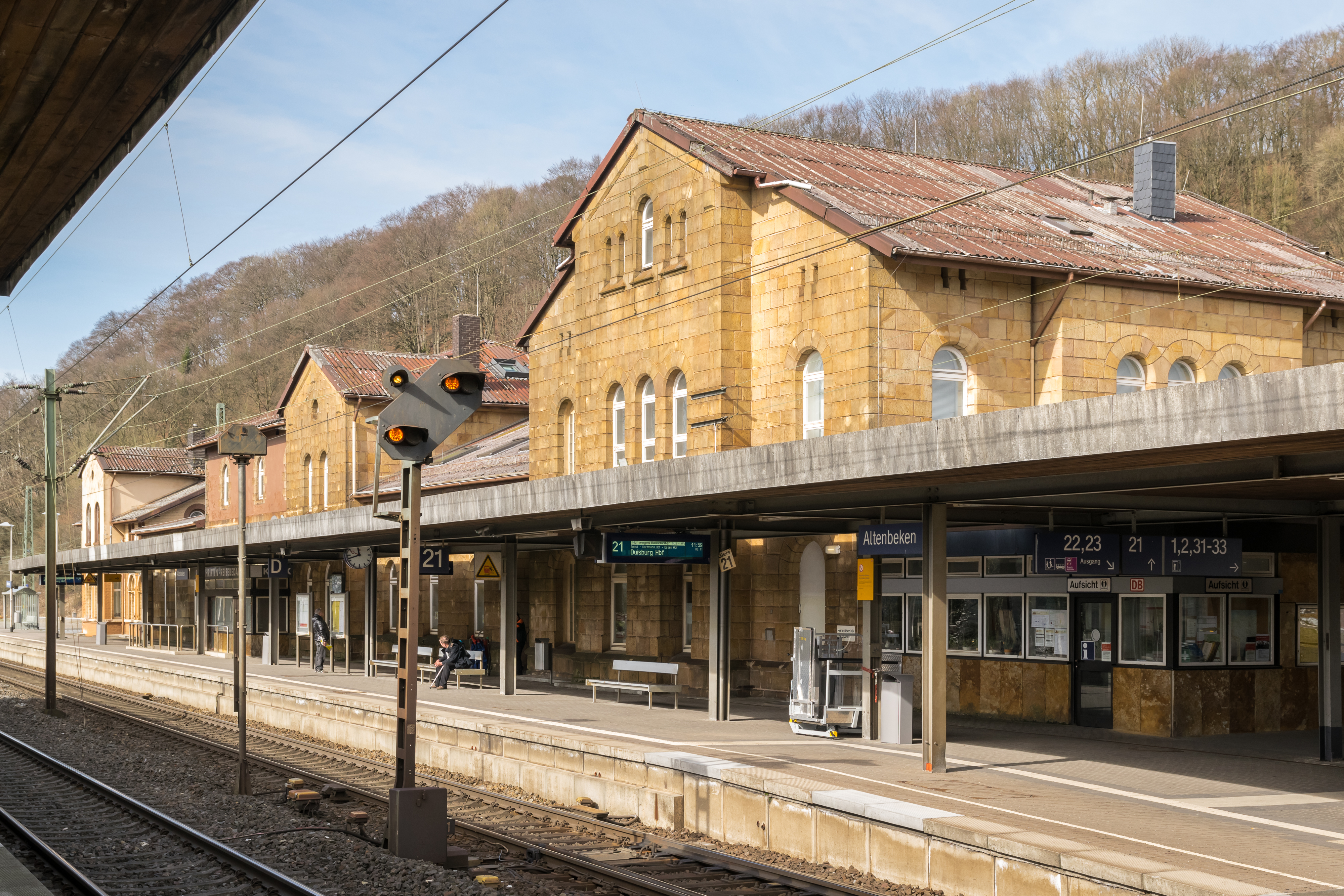
Bahnhof Altenbeken

Der Bahnhof Altenbeken ist ein Inselbahnhof in der Gemeinde Altenbeken im Kreis Paderborn. Durch seine Lage an den Bahnstrecken Hamm–Warburg, Altenbeken–Kreiensen, Altenbeken–Hannover und Altenbeken–Herford hat der Eisenbahnknoten große Bedeutung für den Personennahverkehr und den Fernverkehr; dieser nimmt aber aufgrund von Einschränkungen im ICE/IC-Angebot auf der Mitte-Deutschland-Verbindung ab.

## Geschichte
Die Bahnverbindung Paderborn–Warburg über Altenbeken wurde 1853 ohne Station eröffnet. Das Empfangsgebäude wurde am 1. Oktober 1864 fertiggestellt und mit der Fertigstellung des Rehbergtunnels in Betrieb genommen. Die nach dem Bahnhof abzweigende Strecke nach Holzminden wurde im Jahr 1864 eröffnet. Von dieser Strecke zweigten in Langeland ab 1872 die Strecke nach Hannover und wiederum von dieser in Himmighausen seit 1895 die Strecke nach Herford ab. Die Züge auf diesen Strecken verkehrten ab und bis Altenbeken. Ursprünglich sollte die Bahntrasse nicht über Neuenbeken, Altenbeken und den Rehbergtunnel führen, sondern über Wewer und Borchen, weiter entlang der Altenau über Gellinghausen, Etteln, Henglarn und Atteln. Ab Atteln sollte die Strecke entlang der Sauer über Ebbinghausen, Grundsteinheim und Iggenhausen, bis nach Lichtenau führen. Die Route sollte weiter der Sauer folgend über Sudheim, Bühlheim und Schönthal durch den nie fertiggestellten Tunnel Alte Eisenbahn nach Willebadessen führen.

Am 20. Dezember 1901 ereignete sich vor dem Bahnhof ein schwerer Eisenbahnunfall, als ein Personenzug auf den havarierten Durchgangszug 31 nach Berlin auffuhr. 
Bei der Deutschen Reichsbahn gehörte der Bahnhof zur Reichsbahndirektion Kassel, später zur Bundesbahndirektion (BD) Kassel, nach deren Auflösung zur BD Hannover. Die Herforder Strecke wird seit den 1980er Jahren nur noch vom Nahverkehr bedient. Ehemalige Eilzug- und Schnellzug-Läufe aus Osnabrück, Bielefeld oder Bremen über Kassel und Bebra nach Süddeutschland sind nach und nach entfallen. Auf der Herforder Strecke waren Kurbäder wie Salzuflen oder Meinberg mit je einem Schnellzug tagsüber und als Nachtzug mit München verbunden und bei den Eilzügen handelte es sich teilweise um Heckeneilzüge; nach Öffnung der Innerdeutschen Grenze stand auch zeitweilig Halle/Saale über Nordhausen umsteigefrei nach Köln Hauptbahnhof im Kursbuch.
Zuletzt entfiel die Linie „Der Cherusker“ nach Osnabrück–Bad Bentheim. Über Herford hinaus bestehen damit nur noch Umsteigeverbindungen. Durchgehende Züge nach Bielefeld verkehren ab dem Bahnhof Lage (Lippe) über die Begatalbahn und Oerlinghausen. Die Strecke nach Hannover wird seit dem Jahr 2000 im Personennahverkehr von der S-Bahn Hannover bedient. Am Bahnhof Altenbeken halten außerdem Intercity-Züge, bis Dezember 2007 auch einzelne ICE T. Seit dem Fahrplanwechsel im Dezember 2010 fuhren wieder zwei ICE-Zugpaare zwischen Düsseldorf und Dresden bzw. Darmstadt und München über Düsseldorf – Dortmund. In beiden Fällen ist der nächste Halt Warburg (Westf) bzw. Paderborn Hbf. 2020 verkehrt nur der letztere.
Wegen der Bedeutung Altenbekens für den Eisenbahnverkehr wurde der ICE-T-Triebkopf 415 003 am 11. Juli 2003 auf „Altenbeken“ getauft. Altenbeken dürfte damit einer der kleinsten Orte sein, welcher in der Liste nach Gemeinden benannter ICE genannt wird. Am 4. Juli 2015 erhielt außerdem der Triebwagen 425 050 der S-Bahn Hannover den Namen Altenbeken.

## Betriebsanlagen

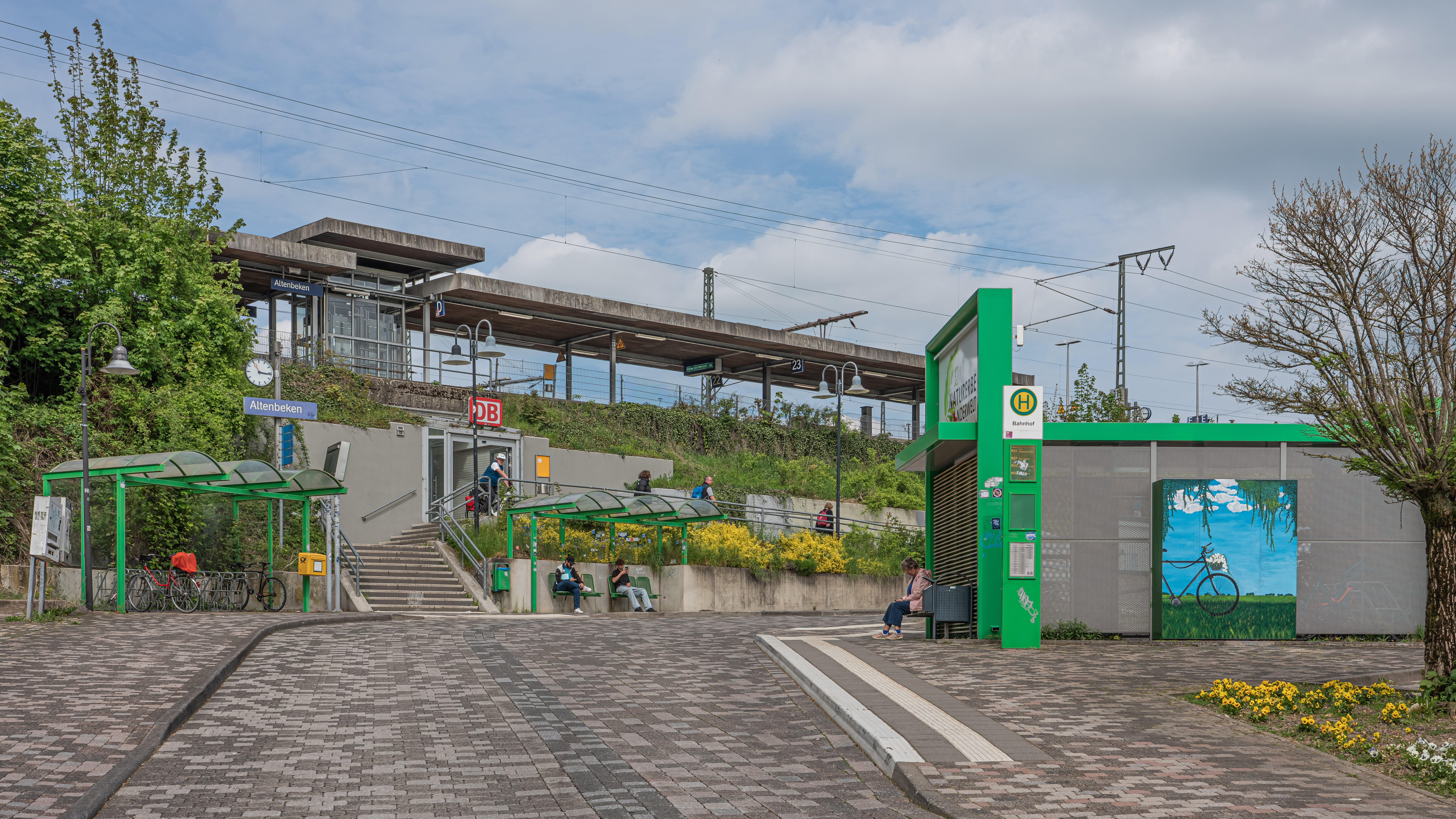
Ausgang zum Ort

Der Bahnhof verfügt über zehn Bahnsteiggleise mit einer Länge von 140 bis 403 m und Bahnsteighöhen von 38 und 76 cm, wovon im Jahr 2021 nur vier Gleise für den Regelbetrieb genutzt werden. Hinzu kommen Lifte, was den Bahnhof barrierefrei macht. Durch das Gleis 200, welches eine direkte Verbindung zwischen den Strecken aus Richtung Hannover bzw. Herford und der Magistrale in Richtung Warburg–Kassel ermöglicht, bildet der Bahnhof seit dem 30. Mai 1958 ein Gleisdreieck. Die Altenbekener Bahnsteiganlagen werden von diesem Gleis nicht angefahren; es wird gewöhnlich nur vom Güterverkehr genutzt.
Der Bahnhof Altenbeken ist ein Inselbahnhof, das Empfangsgebäude ist nur durch Unterführungen erreichbar. In einem – erhaltenen – Anbau befand sich ein Fürstenzimmer. Insgesamt verlassen vier Strecken den Bahnhof in Ostrichtung, in Richtung Paderborn führt die Strecke westlich über den Altenbekener Viadukt. Aufgrund dieser Streckenverläufe wird der Bahnhof auch als „Fünffingerbahnhof“ bezeichnet.

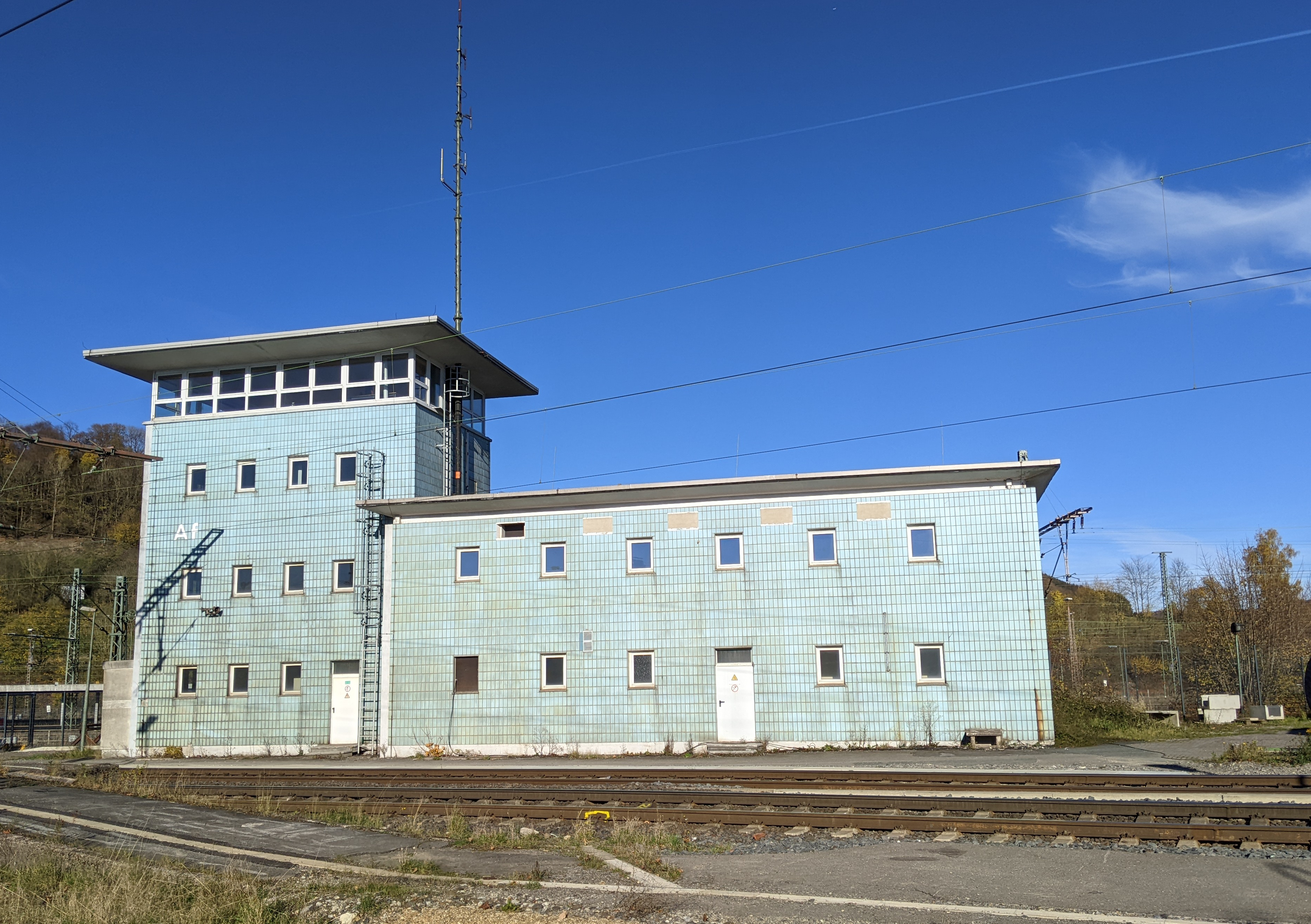
Stellwerk

Das Fahrdienstleiterstellwerk Altenbeken Af, ein Relaisstellwerk der Bauart SpDrS59, wurde am 1. Dezember 1963 in Betrieb genommen und ersetzte fünf mechanische Stellwerke. Am 1. April 2019 erfolgte die Außerbetriebnahme des Relaisstellwerks. Seit dem 5. April 2019 wird der Bahnhof Altenbeken, gemeinsam mit den Nachbarbetriebsstellen Langeland und Himmighausen, durch das elektronische Stellwerk (ESTW) Hzf mit Standort in Hamm/W. gesteuert.
Am Ausgang zum Ort befindet sich ein Gedenkstein, der an das 125-jährige Bestehen des Bahnhofs erinnert; dort ist auch die Haltestelle der Linienbusse und eine Mobilitätsstation, an der Pedelecs und Elektroautos geliehen und geladen werden können.
Ein Bahnbetriebswerk lag im östlichen Bahnhofsteil zwischen den Strecken nach Holzminden und Warburg. Es verfügte über eine 23,8-Meter-Drehscheibe und einen achtständigen Ringlokschuppen. 1959 wurde es als Beheimatungsdienstelle aufgelöst, diente aber weiterhin zur Versorgung der Dampflokomotiven. 1977 wurde es wieder als Dienststelle eingeführt, mit Außenstellen in Ottbergen und Holzminden. 1993 endete die Kleinlokunterhaltung, bald darauf wurde es aufgegeben und verkauft. Es wurde von der Westfälischen Almetalbahn benutzt.

## Elektrifizierung
Am 11. Dezember 1970 war die Elektrifizierung der Strecke Kassel–Hamm abgeschlossen und die erste Elektrolokomotive konnte den Bahnhof Altenbeken erreichen. Am 21. Mai 1971 folgte die Strecke Altenbeken–Hannover. Bis auf die Verbindungen in Richtung Höxter und Kreiensen sind nunmehr alle Strecken elektrifiziert.

## Bedeutung

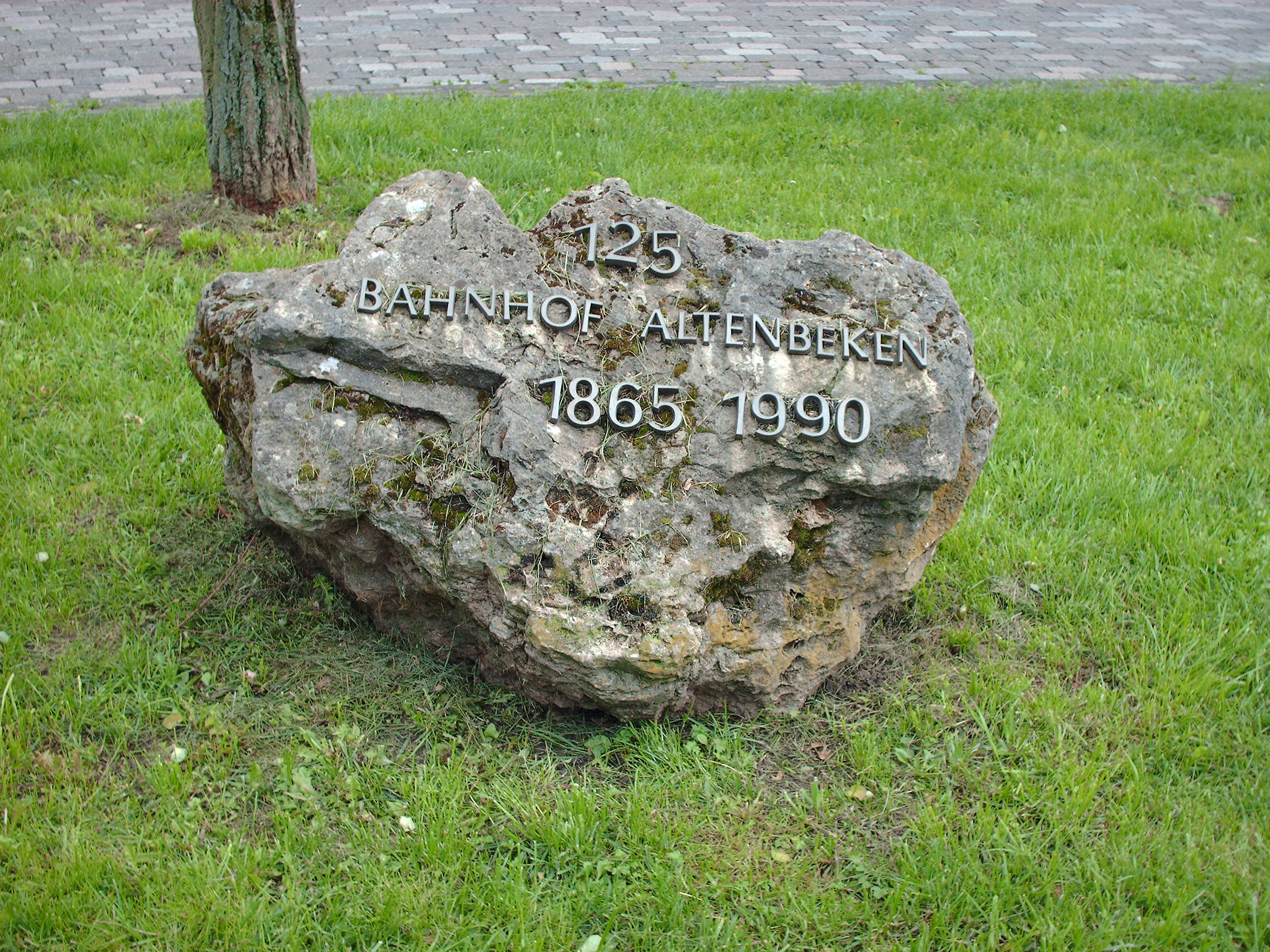
Gedenkstein zum 125-jährigen Bahnhofsjubiläum (1990)

Der Bahnhof Altenbeken besaß als Umsteigebahnhof seit Bau der ersten abzweigenden Strecke große Bedeutung. Bereits der erste deutsche Durchgangszug, der D 31/32 zwischen Köln und Berlin, legte in Altenbeken seit seiner Einführung am 1. Mai 1892 einen Halt ein.
Die frühere Bedeutung für den Nord-Süd-Fernverkehr und den Güterverkehr ist heute verloren gegangen. Mit Ausnahme der zeitweise über die Umfahrungskurve fahrenden Fernzüge in Nord-Süd-Richtung hielten in Altenbeken alle Züge.
Durchgehende Nahverkehrsverbindungen von den östlich gelegenen Strecken über Altenbeken hinaus bis Paderborn sowie Einschränkungen im Fernverkehr haben die Bedeutung des Bahnhofs verringert. Bedeutung hat der Bahnhof noch als Umsteigepunkt zwischen den Strecken aus Hannover und Herford, da der hierfür erheblich günstiger gelegene Bahnhof Himmighausen (Stadt Nieheim), östlich des Rehbergtunnels, im Mai 1989 für den Personenverkehr geschlossen und das Empfangsgebäude abgerissen wurde.
Erhebliche Bedeutung hat der Bahnhof Altenbeken als Nahverkehrsknoten, besonders für die Strecken nach Osten. Er wird von sechs Linien bedient, wobei sich die Hauptstrecke Paderborn–Altenbeken in vier verschiedenen Strecken verzweigt: Warburg–Kassel, Bad Driburg–Ottbergen, Steinheim–Hameln, Sandebeck–Lage. Er gehört zur Preisklasse 3. Altenbeken war früher der kleinste Ort in der Preisklasse (damals noch Kategorie) 2. Die am nächsten gelegenen Fernbahnhöfe sind: Paderborn, Herford, Minden, Hannover, Hildesheim, Göttingen, Kassel, Warburg und Marburg. Hier halten die beiden wichtigen Linien ICE 41 und IC 51.
Günstig ausgewirkt hat sich die Einbindung in den Nahverkehrsverbund Paderborn-Höxter („Hochstift-Tarif“) mit späterer Integration in den Westfalentarif und die Privatisierungen auf den Strecken nach Bielefeld (Eurobahn), Holzminden (NordWestBahn) und Herford (Eurobahn).

## Bedienung
Es halten Züge des Personenfernverkehrs und des Nahverkehrs.
| Linie       | Linienbezeichnung/Linienverlauf | Bedienung/Takt                                                                                | Betreiber         |
| ----------- | --- | --------------------------------------------------------------------------------------------- | ----------------- |
| ICE 41      | Düsseldorf – Hamm (Westf) – Altenbeken – Kassel-Wilhelmshöhe – Würzburg – Nürnberg – München | 1 Zugpaar pro Tag                                                                             | DB Fernverkehr    |
| IC 51       | Mitte-Deutschland-Verbindung: (Köln –) Düsseldorf – Hamm (Westf) – Altenbeken – Kassel-Wilhelmshöhe – Erfurt – Weimar – Leipzig | 1 Zugpaar Fr, So                                                                              | DB Fernverkehr    |
| IC 51       | (Köln –) Düsseldorf – Hamm (Westf) – Altenbeken – Kassel-Wilhelmshöhe – Erfurt – Weimar – Jena – Gera | 3 Zugpaare pro Tag                                                                            | DB Fernverkehr    |
| RE 11 (RRX) | Rhein-Hellweg-Express: Kassel-Wilhelmshöhe – Hofgeismar – Warburg (Westf) – Willebadessen – Altenbeken – Paderborn Hbf – Lippstadt – Soest – Hamm (Westf) Hbf – Kamen – Dortmund Hbf – Bochum Hbf – Wattenscheid – Essen Hbf – Mülheim (Ruhr) Hbf – Duisburg Hbf – Düsseldorf Flughafen – Düsseldorf Hbf Abschnitt Düsseldorf–Hamm entfällt aufgrund einer angespannten Personalsituation bis auf einzelne Fahrten. Stand: Februar 2025                                               | 60 min                                                                                        | National Express  |
| RE 82       | Der Leineweber: Bielefeld Hbf – Oerlinghausen – Lage – Detmold – Horn-Bad Meinberg – Altenbeken Stand: Fahrplanwechsel Dezember 2023 | 60 min                                                                                        | eurobahn          |
| RB 72       | Ostwestfalen-Bahn: Herford – Bad Salzuflen – Schötmar – Bad Salzuflen-Sylbach – Lage (Lippe) – Detmold – Horn-Bad Meinberg – Leopoldstal – Steinheim-Sandebeck – Altenbeken – Paderborn Hbf Stand: Fahrplanwechsel Dezember 2021 | 60 min                                                                                        | Eurobahn          |
| RB 84/85    | Egge-Bahn (RB84)/Oberweserbahn (RB85): Paderborn Hbf – Altenbeken – Bad Driburg (Westf) – Brakel (Höxter) – Höxter-Ottbergen (Zugteilung) Linie RB 84: – Höxter-Godelheim – Höxter Rathaus – Höxter-Lüchtringen – Holzminden – Stadtoldendorf – Kreiensen Linie RB 85: – Beverungen-Wehrden – Lauenförde-Beverungen – Bad Karlshafen – Bodenfelde – Vernawahlshausen – Offensen (Kr North) – Adelebsen – Lödingsen – Lenglern – Göttingen (RB85) Stand: Fahrplanwechsel Dezember 2023 | 60 min 120 min (Holzminden–Kreiensen) 120 min (Ottbergen–Göttingen an Wochenenden/Feiertagen) | NordWestBahn      |
| S 5         | Paderborn Hbf – Altenbeken – Steinheim (Westf) – Schieder – Lügde – Bad Pyrmont – Emmerthal – Hameln – Bad Münder (Deister) – Springe – Völksen/Eldagsen – Bennigsen – Holtensen/Linderte – Weetzen – Hannover-Linden/Fischerhof – Hannover Bismarckstraße – Hannover Hbf – Hannover-Nordstadt – Hannover-Ledeburg – Hannover-Vinnhorst – Langenhagen Mitte – Langenhagen Pferdemarkt – Hannover Flughafen Stand: Fahrplanwechsel Juni 2022                                           | 60 min                                                                                        | Transdev Hannover |